# Markolf.pl
Markolf.pl – polski serwis internetowy, funkcjonujący w latach 2001–2018. Specjalizował się w tematyce polskich magazynów o grach komputerowych.

## Historia serwisu
Markolf powstał w 2001 roku, będąc pierwszą polską stroną internetową, która zajmowała się tematyką pełnych wersji gier dodawanych do czasopism o grach komputerowych. Czasy świetności serwisu przypadły na pierwsze lata jego działalności, kiedy był on jedną z popularniejszych polskich stron o grach. Dzięki swojej renomie portal nieformalnie współpracował z dziennikarzami czy przedstawicielami pism o grach (takich jak CD-Action, Play czy Click!), którzy udzielali się na forum dyskusyjnym strony czy organizowali na niej tzw. przecieki. W 2008 roku Markolf rozpoczął kooperację z należącym do Filmwebu portalem Gaminator.pl. Od 2011 roku zaś serwis współpracował z Gram.pl w ramach programu Kolektyw.
Znaczenie serwisu systematycznie malało wraz ze spadkiem popularności prasy o grach komputerowych. Nieśmiałe próby rozszerzenia działalności strony (m.in. o agregowanie promocji z dystrybucji cyfrowej) nie przyniosły zaś większego rezultatu. Pod koniec 2018 roku zaprzestano aktualizacji serwisu.